# Köniz
Köniz är en ort och kommun i distriktet Bern-Mittelland i kantonen Bern, Schweiz. Kommunen har 42 958 invånare (2023).
Kommunen omfattar sydvästra delen av storstadsområdet kring huvudstaden Bern.
Kommunens större orter är:
| Ort           | Invånare 31 dec 2019 |
| ------------- | -------------------- |
| Gasel         | 748                  |
| Hahlen        | 321                  |
| Köniz         | 7 099                |
| Liebefeld     | 6 214                |
| Mittelhäusern | 972                  |
| Niederscherli | 2 229                |
| Niederwangen  | 1 907                |
| Oberscherli   | 473                  |
| Oberwangen    | 1 370                |
| Ried          | 1 393                |
| Schliern      | 4 379                |
| Schwanden     | 1 148                |
| Spiegel       | 4 593                |
| Thörishaus    | 1 181                |
| Wabern-Ost    | 2 819                |
| Wabern-West   | 5 178                |